# Padola
Padola (IPA: 'padola) è una frazione del comune di Comelico Superiore, in provincia di Belluno.

## Geografia fisica
Si tratta dell'ultimo paese del Veneto andando verso nord, in quanto confina con l'Alto Adige e l'Austria. Si distende su una piccola conca.

## Monumenti e luoghi d'interesse
Nel cuore del Cadore, Padola rappresenta un'importante stazione turistica, sia estiva che invernale; il maggior polo di attrazione in questo senso è la località Val Grande. Più recente è la vocazione a stazione termale (chiusa da anni), grazie alla presenza di una sorgente di acque solforose.
Al centro del paese sorge la chiesa parrocchiale di San Luca Evangelista, costruita nel XIX secolo su progetto di Giuseppe Segusini.
Presso la ex scuola elementare è ospitato il Museo della Cultura Alpina Ladina del Comelico, curato da Gilberto De Martin; con numerosi oggetti della vita quotidiana e di antichi mestieri, esso rappresenta le antiche usanze, anche con diversi plastici di ambienti rurali.
È visitabile anche l'antica stua (costruita nel 1521, ricostruita nel 1819, recentemente restaurata): una chiusa che raccoglieva i tronchi tagliati per immetterli, attraverso il torrente Padola, nel fiume Piave, fornendo così il legname a Venezia.

## Galleria d'immagini

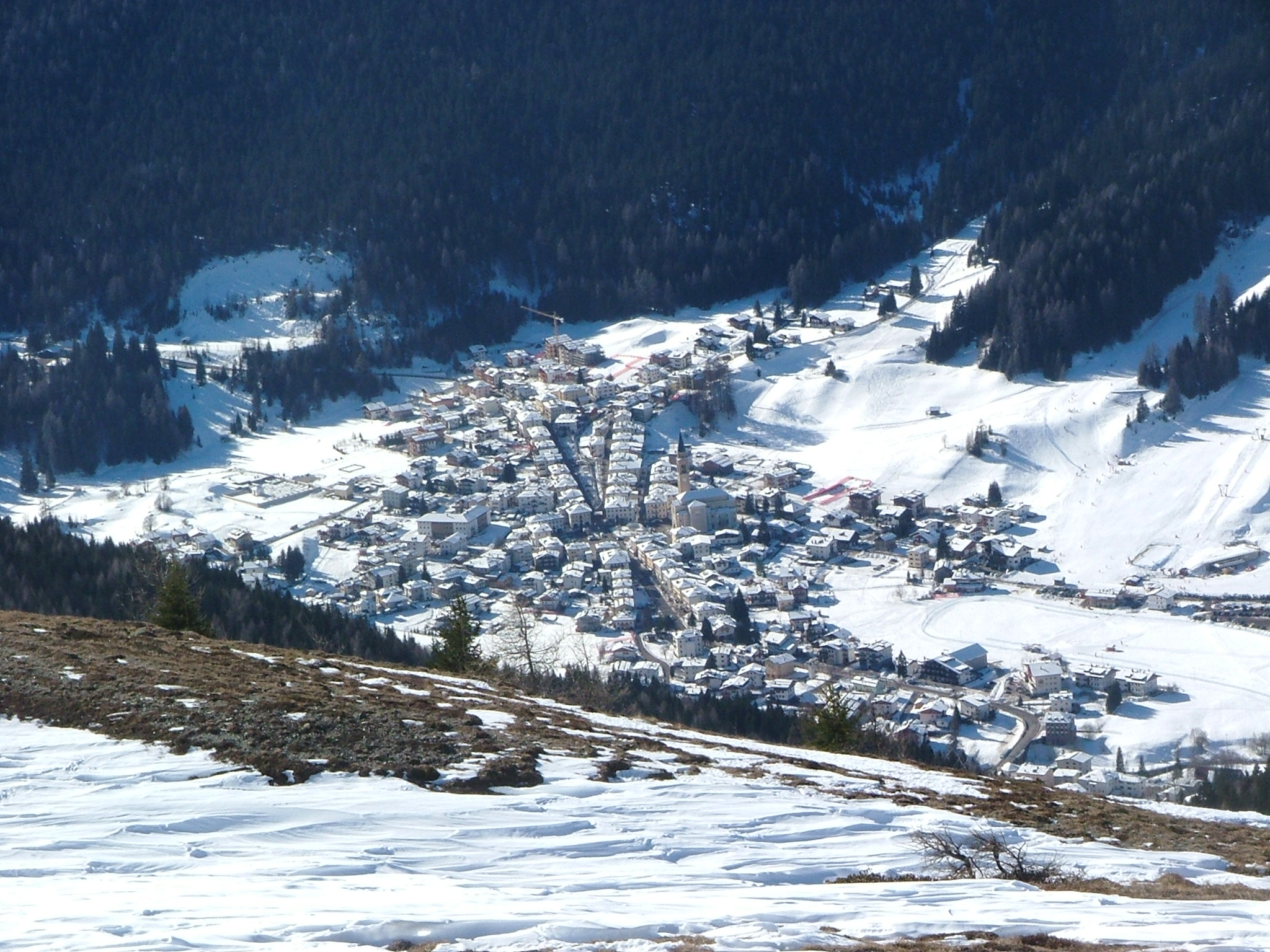
Panorama invernale
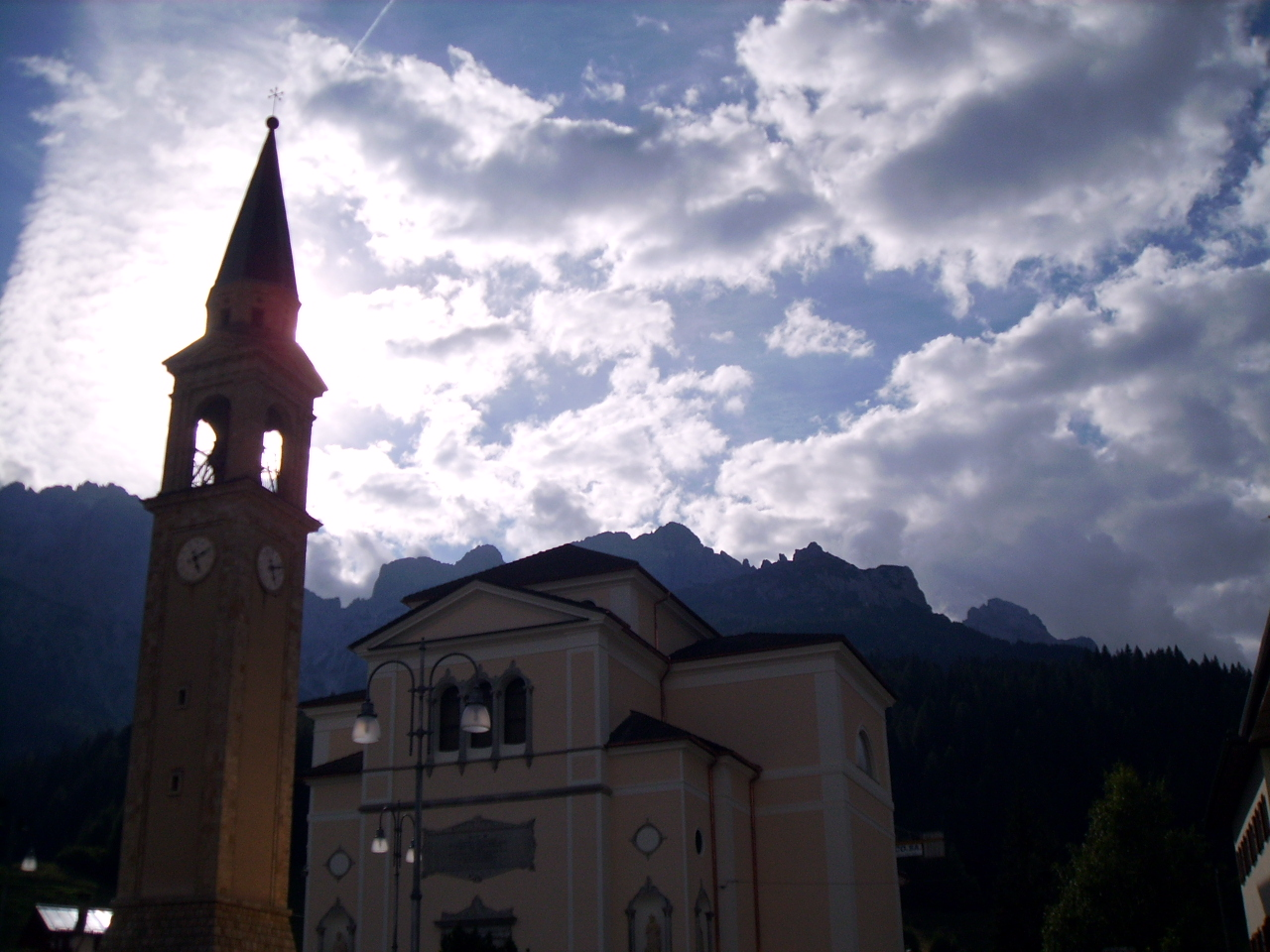
Campanile e montagne
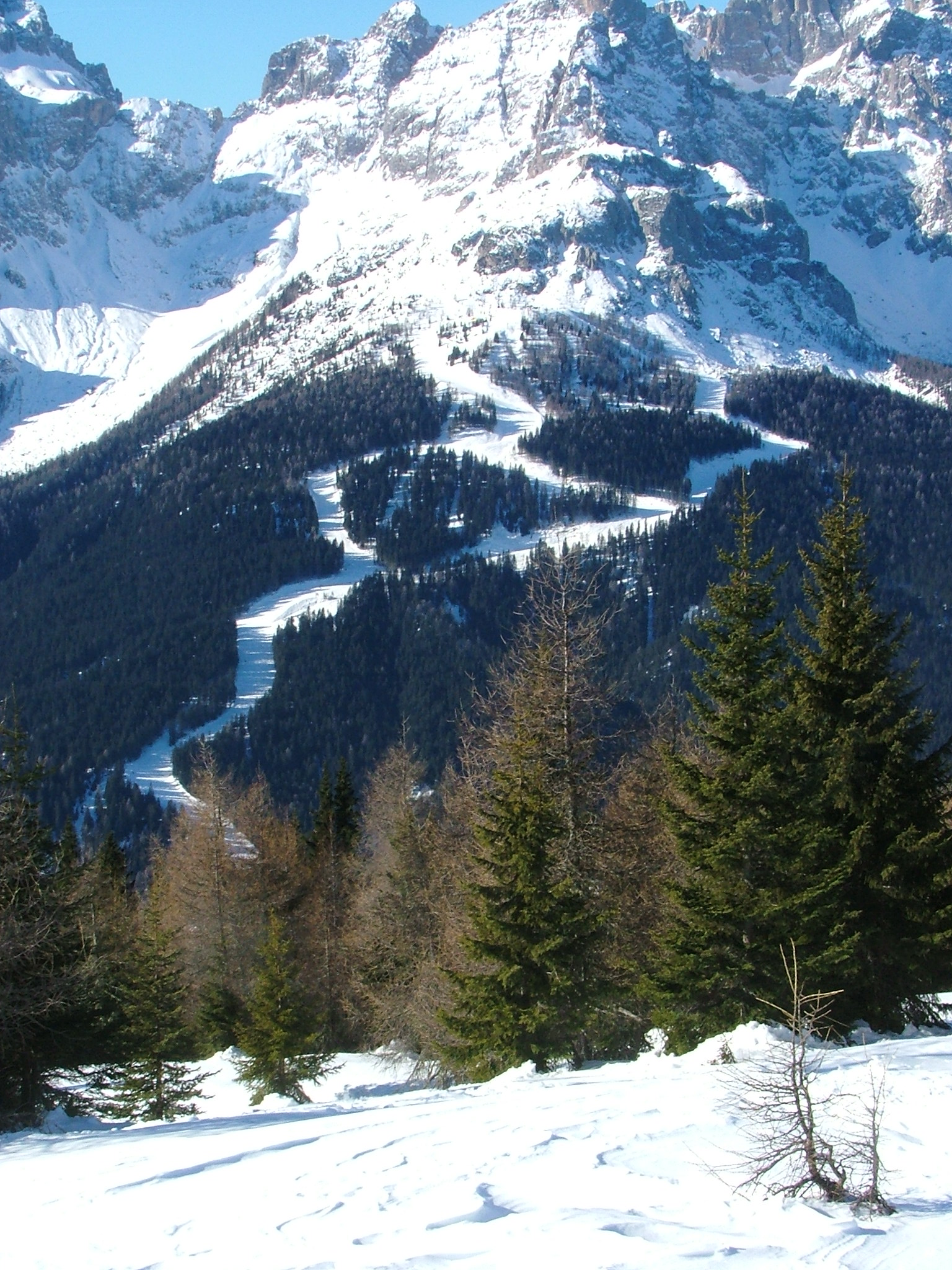
Piste da sci
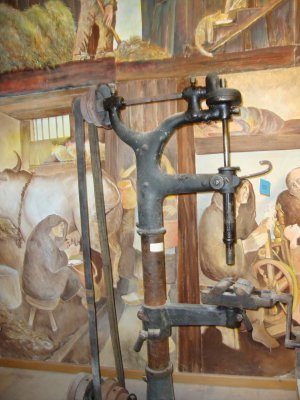
Museo della Cultura alpina Ladina del Comelico, antico trapano
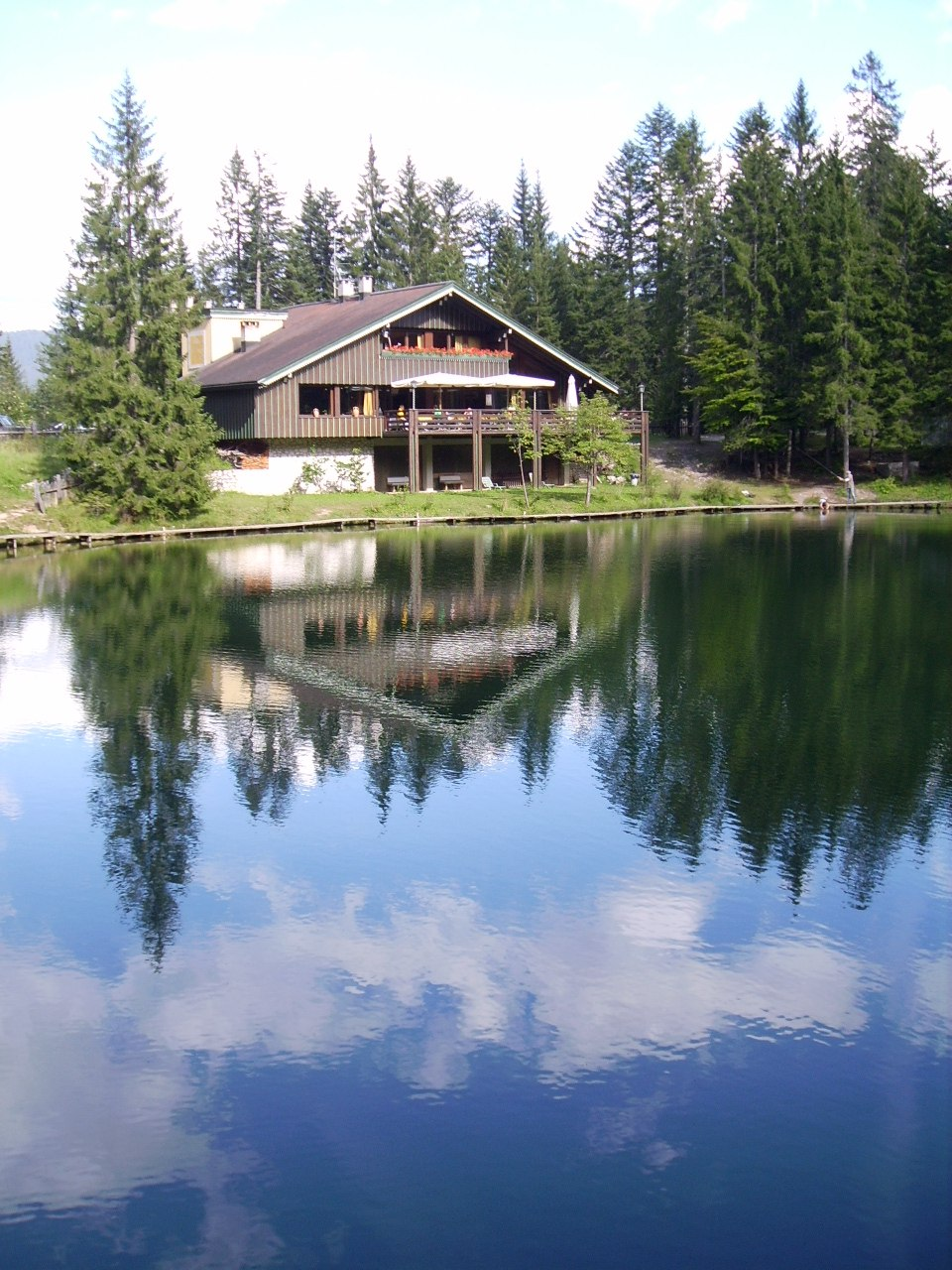
Lago di Sant'Anna
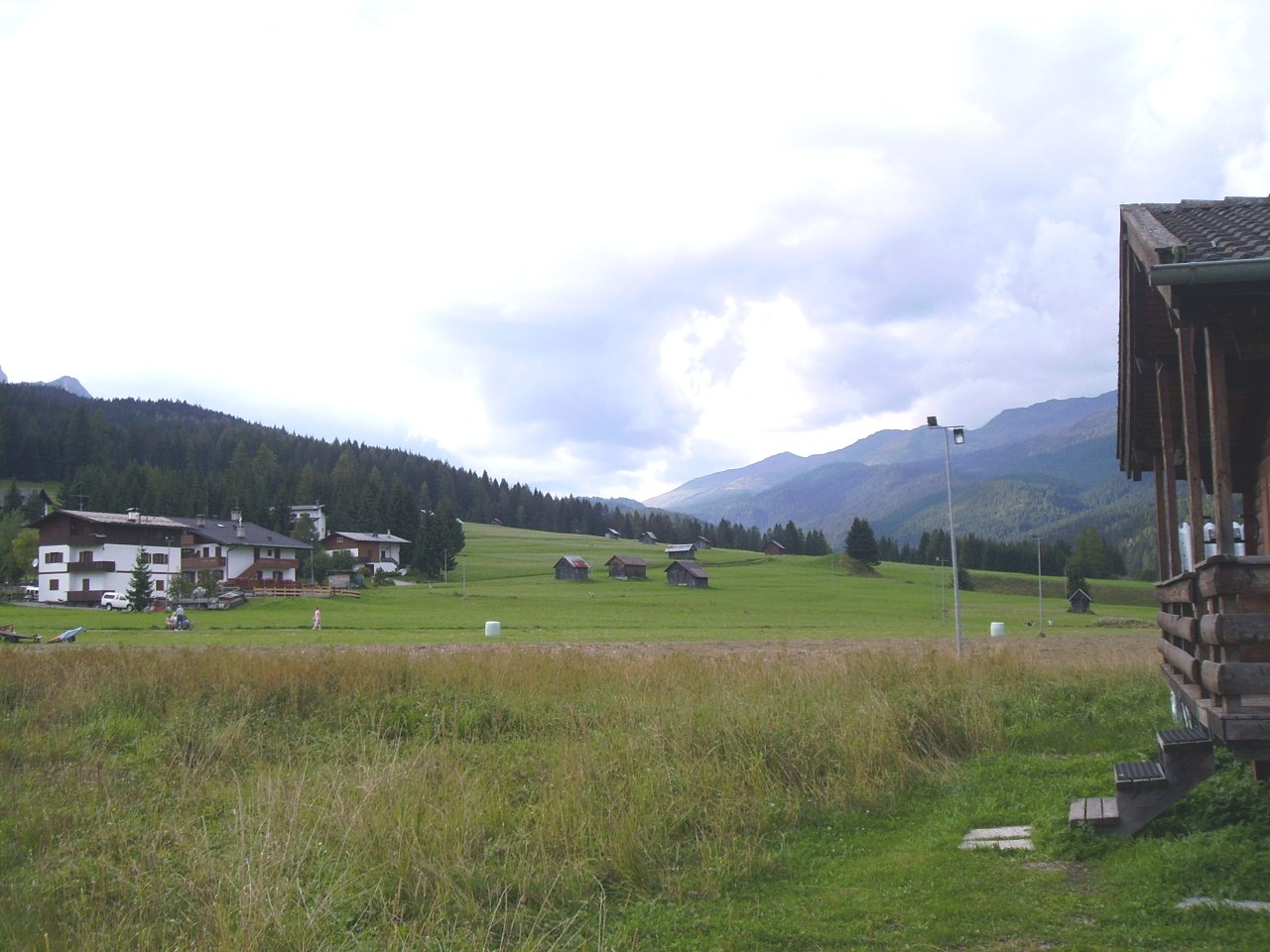
Prati e piste da sci di fondo
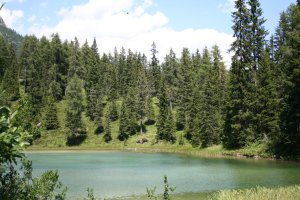
Il laghetto alla base del monte Ajarnola
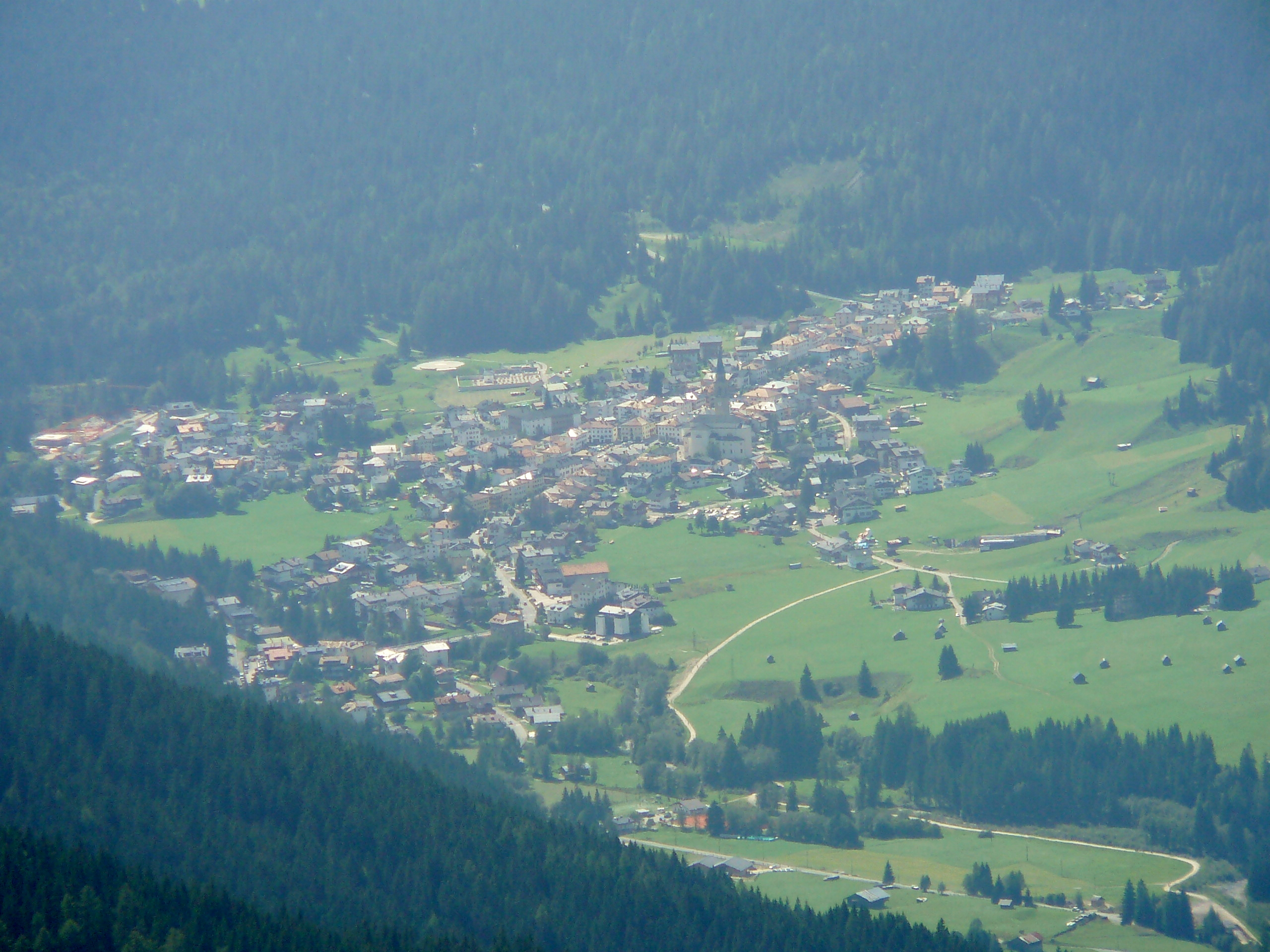
Il paese visto dal col Quaternà
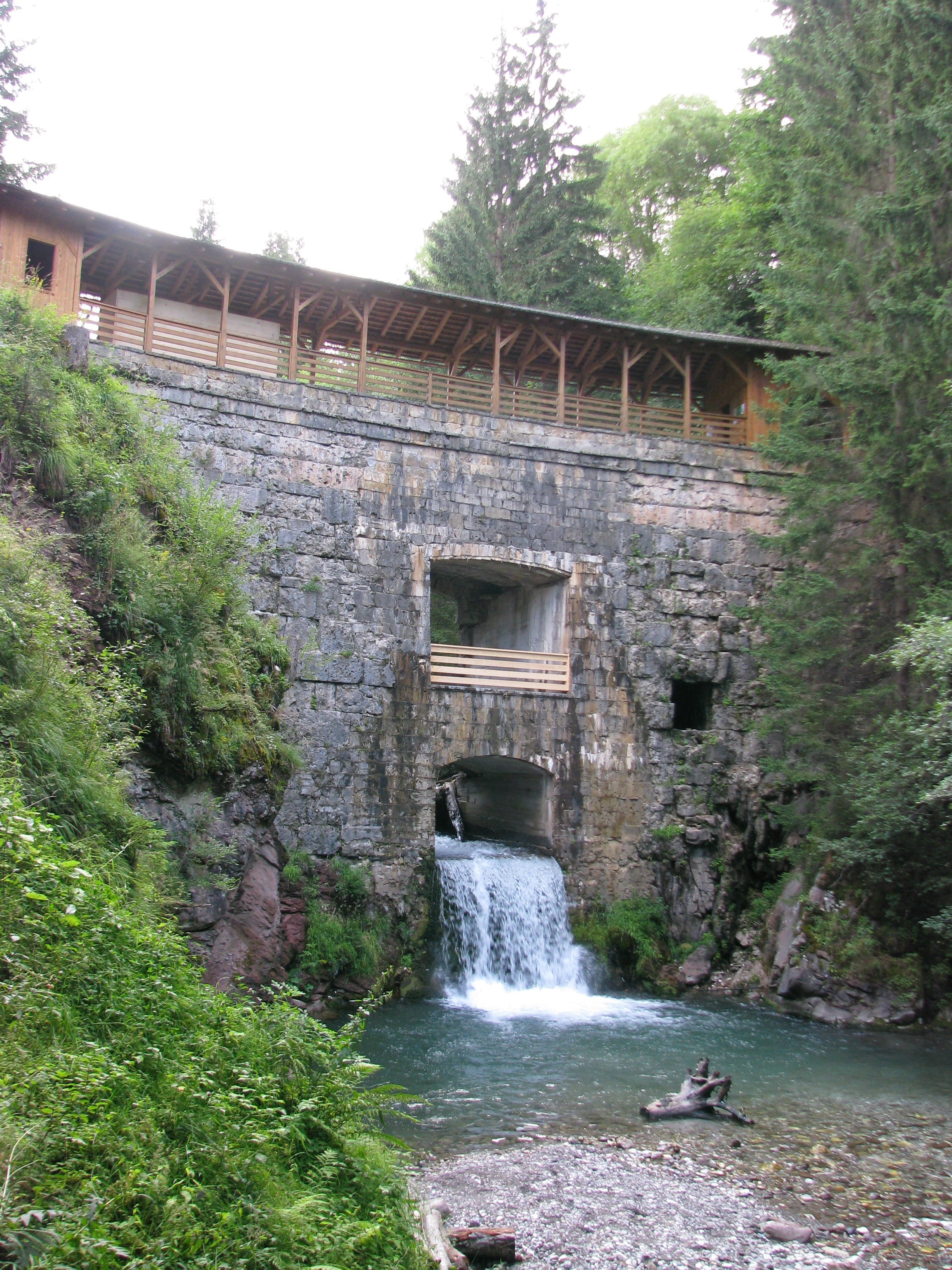
La stua sul torrente Padola